# 西凤山站
西鳳山站（韓語：서봉산역）是朝鮮民主主義人民共和國黃海北道鳳山郡的一個鐵路車站，属于鳳山線。

## 邻近车站
鳳山線
鳳山站 - 西鳳山站